# Акустична емісія
Акусти́чна емі́сія (АЕ) — фізичне явище, що пов'язане з випроміненням пружних хвиль досліджуваним об'єктом при нелінійних деформаціях його структури.
Для твердого тіла АЕ — це випромінення об'єктом механічних (акустичних) хвиль, що викликані локальною внутрішньою перебудовою ґратки (решітки) твердого тіла, внаслідок чого змінюються його структура та внутрішня форма. Останнє можна інтерпретувати як зміну інформації. Зі зміною структури змінюється ентропія тіла та пов'язана з нею інформація (негентропія).
В 1950 році АЕ була вперше представлена як метод неруйнівного контролю Кайзером (J. Kaiser).